# Zoyla Mirella Clavo
Zoyla Mirella Clavo Peralta (Tarma, 1954), es una bióloga peruana que cuenta con maestría y doctorado.Es directora del Herbario Regional de Ucayali IVITA Pucallpa,  docente en la Universidad Nacional de San Marcos, e investigadora RENACYT nivel IV. Las áreas temáticas de sus investigaciones abordan temas en Amazonía peruana sobre etnobotánica, conservación, silvopasturas, y productos naturales.Publicó más de 40 artículos y libros, en los que destacan estudios sobre chamanismo, biodiversidad y plantas medicinales, que le otorgaron premios por su mérito científico.

## Biografía

### Primeros años y educación
Nació en Tarma en 1954, en 1983 obtuvo el grado de bióloga con mención en botánica en la Universidad Nacional Mayor de San Marcos, en 2011 obtuvo su grado de maestría en gestión ambiental y recursos biológicos y en 2016 obtuvo su doctorado en medio ambiente y desarrollo sostenible, ambos en la Universidad Inca Garcilaso de la Vega. Sus áreas de especialización son botánica, gestión ambiental y desarrollo sostenible.

### Carrera
Fundó en 1987 el Herbario Regional de Ucayali cuya colección de plantas cuenta con 13 000 muestras de distintas especies, preservadas usando técnicas desarrolladas por las comunidades nativas.
Durante el período de 2003 a 2017, Zoyla Mirella Clavo realizó investigaciones que abarcan desde la ecología hasta la etnobotánica y la zoología en la Amazonía peruana. En 2003, estudió las características del lago Cashibococha, y en 2011, publicó un inventario de plantas medicinales de Ucayali y exploró el papel de las plantas en el chamanismo. En 2017, documentó la fauna silvestre utilizada por comunidades locales en la cuenca del río Abujao. Estos estudios resaltan la diversidad de sus investigaciones y su enfoque en la Amazonía peruana y sus recursos naturales.
Entre 2018 al 2023, realizó estudios y publicaciones sobre especies que se puedan usar para tener una ganadería sostenible. Entre ellas; sobre el uso de subproductos de la cervecería y sales minerales en la alimentación de vacas lecheras mestizas en los trópicos de Perú, y efectos del corte y rebrote en el rendimiento, la proteína cruda y la digestibilidad de la Maralfalfa (Pennisetum purpureum), una especie de pasto utilizada en la alimentación del ganado.
Es docente investigadora de la Universidad Nacional Mayor de San Marcos, e investigadora RENACYT nivel IV. Además es directora del Herbario Regional de Ucayali. Cuenta con más de 40 artículos publicados en revistas indexadas, capítulos de libros y libros en temas referentes al conocimiento ancestral sobre el uso de la biodiversidad, las plantas medicinales y nutracéuticas, y otros productos útiles.

## Premios y reconocimientos
- En 2011 y 2012, recibió el premio al mérito científico por la Universidad Nacional Mayor de San Marcos.[6]
- En 2024 ganó el concurso del programa de equipamiento científico para la investigación de la Universidad Nacional Mayor de San Marcos.[10]
- Otros reconocimientos obtenidos fueron brindados por el Gobierno Regional de Ucayali, y el Colegio de Biólogos del Perú.[1]

## Publicaciones seleccionadas
Esta es una lista de los trabajos científicos más citados de la investigadora; para revisar el listado completo revisa el perfil del investigador en Google Scholar.
- Lucie Polesna, Zbynek Polesny, Mirella Z Clavo, Anders Hansson, Ladislav Kokoska (2011-02).  «Ethnopharmacological inventory of plants used in coronel Portillo province of Ucayali department, Peru». Pharmaceutical Biology 49 (2). doi: 10.3109/13880209.2010.504927. Consultado el  13 de marzo de 2025.
- Jan Tauchen, Lukas Huml, Ludvik Bortl, Ivo Doskocil, Veronika Jarosova, Petr Marsik, Adela Frankova, Zoyla Mirella Clavo Peralta, Maria-Elena Chuspe Zans, Jaroslav Havlik, Oldrich Lapcik, Ladislav Kokoska (2019-09). «Screening of medicinal plants traditionally used in Peruvian Amazon for in vitro antioxidant and anticancer potential». Natural Product Research 33 (18). doi:10.1080/14786419.2018.1462180.Consultado el 13 de marzo de 2025.
- José Riofrío, Iris Samanez, Fredi Carrasco, Mirella Clavo (2013-12). «Caracterización limnológica de la laguna de Cashibococha (Ucayali-Perú) durante el año 2001». Revista peruana de biología 10 (2). ISSN 1727-9933. Consultado el 13 de marzo de 2025.